# 16856 Банах
16856 Банах (16856 Banach) — астероїд головного поясу, відкритий 28 грудня 1997 року.
Тіссеранів параметр щодо Юпітера — 3,476.